# Баш-Пенедес
Баш-Пенедес (кат. Baix Penedès)  — район (комарка) в Испании, входит в провинцию Таррагона в составе автономного сообщества Каталония.

## Муниципалитеты
1. Альбиньяна
2. Ла-Арбос
3. Баньерес-дель-Пенедес
4. Бельвей
5. Ла-Бисбаль-дель-Пенедес
6. Бонастре
7. Калафель
8. Кунит
9. Льоренс-дель-Пенедес
10. Масльоренсс
11. Эль-Монтмель
12. Сант-Жауме-дельс-Доменьс
13. Санта-Олива
14. Эль-Вендрель